# Jana Jordan
Pour les articles homonymes, voir Jordan.
Jana Jordan, née le 9 mars 1986 à San Antonio au Texas, est une actrice  et mannequin de charme américaine, œuvrant dans l'industrie pornographique et érotique.

## Biographie
Jana Jordan tourne uniquement des scènes lesbiennes ou solos. Elle a été élue la fille la plus jolie du mois d'août 2007 du magazine Penthouse et en mars 2007, elle est nommée DanniGirl du mois sur Danni.com.
Dans sa vie privée, Jana partage ses préférences sexuelles « à 80 % pour les femmes et 20 % pour les hommes ». Elle pratique le BDSM et, si on la voit surtout soumise dans son travail, elle ne dédaigne pas quelquefois renverser les rôles. Elle aime se sentir à l'écoute des désirs de l'autre, donner du plaisir à son ou sa partenaire et se dit experte en cunnilingus

## Filmographie sélective
- 2006 : Best Of Juicy Spreads 2
- 2007 : Barely Legal 69
- 2007 : House of Jordan 1
- 2008 : House of Jordan 2
- 2008 : Fem: Vivace
- 2009 : We Live Together.com 9
- 2009 : The 4 Finger Club 27
- 2009 : Molly's Life 2
- 2010 : We Live Together.com 16
- 2010 : No Man's Land: Girls in Love 4
- 2010 : For Her Tongue Only
- 2011 : I Kissed a Girl
- 2011 : Girls Only
- 2012 : Orgy II : The XXX championship
- 2012 : Me and My Girlfriend 2
- 2012 : Me and My Girlfriend 3
- 2013 : Teach Me 3
- 2013 : All Girls All the Time 3
- 2014 : Older/Younger: Unrefined
- 2014 : Hot Cherry Pies 8
- 2015 : Shower for Two
- 2015 : Working Sluts
- 2016 : Lesbian Sextivities
- 2016 : More Than Girlfriends
- 2017 : Celeste Star and Her Girlfriends
- 2017 : IT Girl

## Récompenses et nominations
- 2007 : Adultcon Top 20 Adult Actresses
- 2009 : AVN Award nominee – Best All-Girl Couples Sex Scene – Fem Vivace (avec Georgia Jones)
- 2009 : XBIZ Award nominee – Web Babe/Starlet of the Year